# 里弗斯代爾

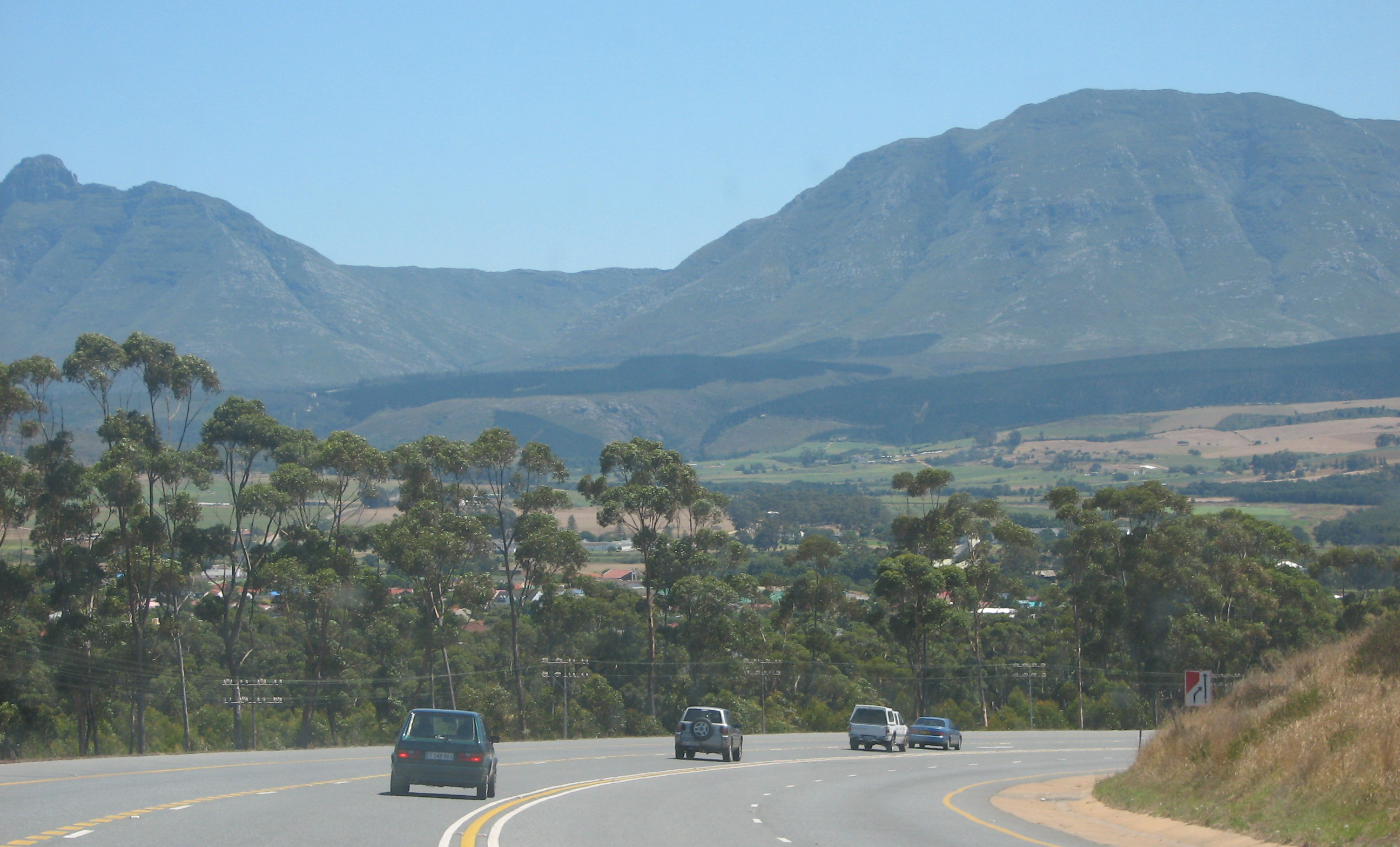
里弗斯代爾

里弗斯代爾是南非的城鎮，位於該國南部朗厄山脈山腳，由西開普省負責管轄，始建於1838年，面積68.7平方公里，2001年人口12,013，人口密度每平方公里175人。